# Basiliskos

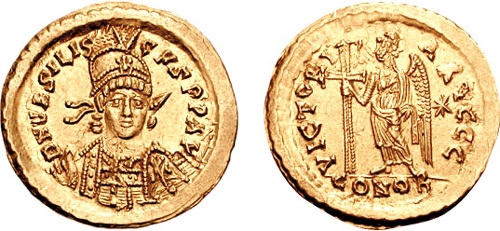
Solidus mit dem Abbild des Kaisers und der Umschrift „D(ominus) N(oster) BASILISCVS P(er)P(etuus) AV(gustus)“, der Kaiser mit Perlendiadem und Helm, gerüstet, leicht nach rechts blickend, in der Rechten einen Speer tragend, in der Linken einen Schild mit Reitermotiv (?); auf dem Revers lautet die Umschrift „VICTORIA AVGGG“, geflügelte Victoria mit sie beinahe überragendem Kreuz */CONOB.

Basiliskos (altgriechisch Βασιλίσκος, lateinisch Flavius Basiliscus; † 476) war ein spätantiker oströmischer Politiker. Zunächst Heermeister (magister militum) und Konsul 365, ließ er sich 475 in Konstantinopel zum oströmischen Kaiser ausrufen. Seine Usurpation gegen Kaiser Zenon währte jedoch nur 20 Monate; er wurde 476 gestürzt und hingerichtet.

## Leben
Basiliskos war der Bruder der Kaiserin Verina und damit der Schwager des oströmischen Kaisers Leo I., der von 457 bis 474 regierte. Er gehörte somit zur kaiserlichen Familie. Er war Heermeister (magister militum), zunächst in Thrakien, wo er gegen die Goten kämpfte, und dann Kommandeur bei dem fehlgeschlagenen Feldzug gegen den Vandalenkönig Geiserich im Jahr 468 (Vandalenfeldzug von 468). In späteren Quellen wird Basiliskos in diesem Zusammenhang wahlweise Verrat oder Versagen vorgeworfen. 465 bekleidete er das Konsulat.
Die Antipathie gegen den neuen Kaiser Zenon, dessen Legitimität umstritten war, führte Ende 474 zu einer Verschwörung im Palast, von der Zenon jedoch erfuhr, so dass es ihm noch gelang, am 9. Januar 475 aus Konstantinopel zu fliehen. Einen Tag später erhob man Basiliskos zum Kaiser, der mit Billigung des Senats den Thron bestieg. Im Hintergrund soll seine Schwester Verina die Fäden gezogen haben; jedenfalls war sie diejenige, die ihn krönte.
Basiliskos wurde von Romulus Augustulus, der ab 31. Oktober 475 ebenfalls als Usurpator in Italien regierte, nach Ausweis einiger Inschriften wohl offiziell als Kollege anerkannt. Jedenfalls krönte Basiliskos seine Frau Zenonis zur Kaiserin, seinen Sohn Marcus erhob er zum Caesar und wenig später zum Augustus (Mitkaiser).
Als Zenon jedoch im Folgejahr mit einem starken Heer aus Isaurien zurückkehrte und vor Konstantinopel erschien, führte die Misswirtschaft des Basiliskos und die unter anderem aus dessen Religionspolitik resultierende Unzufriedenheit mit ihm dazu, dass er von seinen Truppen im Stich gelassen wurde. Basiliskos wurde unter maßgeblicher Beteiligung der Generäle Illus und Armatus, der die Seiten wechselte und dafür von Zenon mit der Erhebung seines Sohnes zum Caesar belohnt wurde, gestürzt: Man öffnete Zenon die Tore, und dieser residierte ab Juli oder Anfang August 476 wieder in der Hauptstadt.
Einige spätantike Quellen wie Johannes Malalas berichten, dass Basiliskos in den Schutzbereich einer Kirche floh, sich und seine Familie dann aber Zenon unter dem feierlichen Versprechen auslieferte, dass kein Blut vergossen werden würde. Zenon, heißt es, hielt sein Versprechen auf seine Weise: Er sandte seine Gefangenen nach Limna in Kappadokien und ließ sie dort in eine trockene Zisterne einmauern, wo sie verhungerten. Ob diese Geschichte stimmt, ist ungewiss; sicher ist nur, dass Basiliskos den Tod fand.